# Oliveira de Fátima
Oliveira de Fátima là một đô thị thuộc bang Tocantins, Brasil. Đô thị này có diện tích 205,849 km², dân số năm 2007 là 1081 người, mật độ 5,25 người/km².